# Образцовый (Ростовская область)
Образцо́вый — хутор в Целинском районе Ростовской области.
Входит в состав Кировского сельского поселения.

## Население
| 2010 |
| ---- |
| 19   |

## Улицы
На хуторе имеется одна улица — Кирпичная.